# Andreas Crappius
Andreas Crappius, geboren als Andreas Krapp, (Lüneburg, 1542 - Hannover, 8 januari 1623) was een Duitse componist en muziekleraar.

## Levensloop
Andreas werd in Lüneburg geboren als zoon van Johannes Krapp. De familie Krapp was afkomstig uit Wittenberg, waar grootvader Hans onder andere werkte als burgemeester.
Over de jeugdjaren van Andreas Crappius is niets bekend. Op 12 juli 1565 begon hij aan een muziekstudie aan de universiteit van Wittenberg, maar hij stopte hiermee in 1567, zonder een diploma te behalen.
Op 28 maart 1568 werd Crappius in Hannover aangesteld als cantor van de Marktkerk en de Latijnse school. Een van zijn leerlingen op deze school was de latere organist Melchior Schildt. 
Hij trouwde op 16 januari 1575 met Margreta Nicolai. Na het overlijden van zijn echtgenote in 1607 hertrouwde hij in 1608 met Augusta Bösenberg (†1650).
Crappius bleef als cantor werkzaam totdat hij in 1616 eervol ontslag kreeg. Hij overleed in 1623.

## Werken
Crappius schreef voornamelijk liturgische composities, waaronder motetten en drie missen. Zijn bundel met geestelijke liederen Newen geistlichen Liedern (1594) was een reactie op de destijds populaire Villanellen van Jacob Regnart: Crappius vond de teksten van deze Villanellen veel te lichtvoetig.
In 1599 bracht Crappius Musicae Artis Elementa uit, een lesboek voor muziekonderwijs. Dit boek droeg hij op aan zijn 54 leerlingen, waaronder Melchior Schildt. In 1608 vulde hij het lesboek nog verder aan.